# 736
Cette page concerne l'année 736  du calendrier julien. Pour l'année 736 av. J.-C., voir 736 av. J.-C.
L'année 736 est une année bissextile qui commence un dimanche.

## Événements
- Printemps : Charles Martel envahit l'Aquitaine mais rencontre une assez forte résistance. Hunald Ier, fils de Eudes, accepte de lui prêter serment en échange de sa reconnaissance comme duc d’Aquitaine[1].
- 6 août : Charles Martel bat les Arabes à Sernhac près de Beaucaire[2]. Charles Martel revient d’Aquitaine pour pacifier la Provence et la Bourgogne qui se sont révoltées avec l'aide des Arabes de Septimanie. Il soumet la vallée du Rhône jusqu’à Marseille, qu'il pille, et Arles[3].

- Campagne des Chinois contre les Turcs rebelles du Sémiretchié (lac Balkhach). Le Kaghan des Türgech Sou-lou, qui avait envahi le Tarim, est vaincu par le général Kai Kia-yun. Ses alliés les Tibétains sont battus l’année suivante à l’ouest du Kokonor[4].
- L’empereur de Chine Xuanzong chasse les musulmans de Kachgar[5].
- Les Khitans et les Xi se déclarent indépendants de la Chine des Tang. Le général An Lushan, envoyé réprimer leur rébellion, est mis en déroute. Il échappe à l'exécution capitale pour désobéissance[6].
- Le clan râjput des Tomar fonde Dhillika (ou Lal Kot) sur le site de Dehli en Inde[7].
- Implantation à Nara, au Japon, de l’enseignement du Kegon (« École de l’ornement de splendeur »)[8].